# Friedrich Boie
Friedrich Boie (Meldorf, 1789. június 4. – Kiel, 1870. március 3.) német entomológus, herpetológus, ornitológus és ügyvéd. Zoológiai szakmunkákban nevének rövidítése: „F.Boie”.

## Élete
Németországban, a Schleswig-Holstein tartományban fekvő Meldorf településen született, és Kielben hunyt el. Egyik fivére, a nála öt évvel fiatalabb Heinrich Boie szintén zoológus lett. 1860-ban a Leopoldina Német Természettudományos Akadémia rendes tagjává választották.
Fő művei közé tartozik a Bemerkungen über Merrem's Versuch eines Systems der Amphibien (Megjegyzések Merrem: Versuch eines Systems der Amphibien című munkájához, 1827) és az Auszüge aus dem System der Ornithologie (Szemelvények a madártan rendszeréből, 1844).
Friedrich Boie számos, a tudomány számára korábban ismeretlen, új állatfaj leírója volt, emellett ő különített el néhány, korábban nem elhatárolt madárnemet is, így például a Glaucis kolibrinemet, a Progne fecskenemet , a Pericrocotus kakukkgébics genust, a kotingafélék közé tartozó Lipaugus nemet, a bagolyfélék közül különhatárolt Athene nemet és a kakukkfélék családjának Chrysococcyx nemzetségét. Fiatalon elhunyt öccsével közösen ők voltak körülbelül 50 új hüllőfaj leírói is.

## Fordítás
- Ez a szócikk részben vagy egészben  a   Friedrich Boie című angol Wikipédia-szócikk fordításán alapul.  Az eredeti cikk szerkesztőit annak laptörténete sorolja fel. Ez a jelzés csupán a megfogalmazás eredetét és a szerzői jogokat jelzi, nem szolgál a cikkben szereplő információk forrásmegjelöléseként.